# Числа на Бернули
Числата на Бернули представляват редица от рационални числа {\displaystyle B_{0},B_{1},B_{2},\dots }, открита от Якоб Бернули във връзка с изчислението на сумата на последователните естествени числа, вдигнати на една и съща степен:
{\displaystyle \sum _{n=0}^{N-1}n^{k}={\frac {1}{k+1}}\sum _{s=0}^{k}{\binom {k+1}{s}}B_{s}N^{k+1-s},}
където {\displaystyle {\tbinom {k+1}{s}}={\tfrac {(k+1)!}{s!\cdot (k+1-s)!}}} е биномен коефициент.

## Рекурсивна формула
За числата на Бернули съществува следната рекурсивна формула:
{\displaystyle \displaystyle {B_{0}=1\;,}}
{\displaystyle B_{n}={\frac {-1}{n+1}}\sum _{k=1}^{n}{\binom {n+1}{k+1}}B_{n-k},\quad n\in \mathbb {N} .}

## Свойства
- Всички нечетни числа на Бернули, с изключение на {\displaystyle {\textstyle {B_{1}}}}, са равни на нула, а знаците на четните числа се редуват.
- Числата на Бернули се използват като променливи в полиномите на Бернули. {\displaystyle {\textstyle {B_{n}(x)}}} при {\displaystyle {\textstyle {x=0}}}:

{\displaystyle \displaystyle {B_{n}=B_{n}(0)\;.}}
- Числата на Бернули често служат като коефициенти за разлагане на елементарни функции в степенни редове:
  - {\displaystyle {\frac {x}{e^{x}-1}}=\sum _{n=0}^{\infty }{\frac {B_{n}}{n!}}x^{n},|x|<2\pi },
  - {\displaystyle x\;\operatorname {ctg} x=\sum _{n=0}^{\infty }(-1)^{n}B_{2n}{\frac {2^{2n}}{(2n)!}}x^{2n},|x|<\pi },
  - {\displaystyle \operatorname {tg} x=\sum _{n=1}^{\infty }|B_{2n}|{\frac {2^{2n}(2^{2n}-1)}{(2n)!}}x^{2n-1},|x|<\pi /2}.
- Ойлер установява връзка между числата на Бернули и променливите в Дзета-функцията на Риман ζ(s) за четни s = 2k:

{\displaystyle B_{2k}=2(-1)^{k+1}{\frac {\zeta (2k)\;(2k)!}{(2\pi )^{2k}}}.}
Също така:
{\displaystyle \displaystyle {B_{n}=-n\zeta (1-n)}\;\;} за всички естествени числа n, по-големи от 1.
- {\displaystyle \int \limits _{0}^{\infty }{\frac {x^{2n-1}dx}{e^{2\pi x}-1}}={\frac {1}{4n}}|B_{2n}|,\quad n=1,2,\dots .}